# Anyphaena mollicoma
Anyphaena mollicoma là một loài nhện trong họ Anyphaenidae.
Loài này thuộc chi Anyphaena. Anyphaena mollicoma được Eugen von Keyserling miêu tả năm 1879.